# 台湾民族主义

臺獨旗

台灣民族主義，或稱台灣國族主義，是指立基於台灣的民族主義思想。其以台灣的本土主義為基礎，並產生臺灣主體意識等論述，進而追求台灣整體民族利益的最大化，擺脫任何來自台灣之外的國家或民族的控制和支配；這進一步導致了台灣獨立運動的出現。台湾民族主义与以種族主義為基礎的族群民族主義（種族民族主義）不同的是，前者是建構在理性主義與自由主義理念之上的公民民族主義，僅僅強調居住在台灣的人應認同「台灣」的國家身份，不關乎血缘、祖先、文化及種族（或族群）層面的認同。台湾民族主义之中，“民族”（或為國族）並非特指和獨尊特定的台灣族群（例如原住民、或人口佔有優勢的漢人），而是指任何認同台灣價值的台灣公民所形成的群體。因此，台灣民族主義倡导一种由原住民、漢人、新住民等所有台灣族群所共同擁有的「台灣人」或「台灣民族」身份，確立以台灣為根基的國族認同。

## 與台湾本土化運動的关系
在台灣本土化運動中，台湾民族主义是一种受矚目的思想潮流。它与台湾另一种受矚目的民族主义思想潮流——中国民族主义相对立，双方的主要爭執為台湾文化的定位问题；後者認為台灣文化是中華文化的一部份，前者則多反之認為中華文化（或漢文化）是台灣文化的一部份。有少數較激進的台灣獨立運動支持者認為應該去除台灣文化中的中華文化成分，但多數台灣民族主義者認同維護中華文化的重要，例如民主進步黨重量人物謝長廷在2012年10月访问中国大陆以后认为“中国大陆根本没什么中华文化，反而台湾保留比较多”。

## 与台湾独立运动的关系
台湾民族主义与台湾独立运动有着紧密的关系，但不是同一个概念。前者是一种民族主义，目的是建立台湾人区别于其它民族（如中華民族）的獨立民族认同；后者是一种政治运动，意在以「正名制憲」建立新而獨立的台灣主權國家（例如台灣共和國或台灣國）来取代目前统治台湾的中華民國，或是以「華獨」这一理念为基础，建构有別於「中國」的台灣人國家，例如中華民國在台灣、中華民國是台灣、中華民國台灣等。
台灣民族主義最早的起源是在台灣日治時代，此時由於日本人的統治，以及日後美国总统伍德羅·威爾遜的十四點和平原則的提出，在台灣人（或台灣漢族）之中逐渐產生了「命運共同體」的概念。
以下罗列了一些發生在二戰之後的事件。
台灣獨立運動人士視「中國國民黨」主導政府為非正義政府的部分因素：
- 二二八事件。
- 白色恐怖。
- 部分台灣居民認爲國民黨過去某些政策導致其利益受損，如耕者有其田強制徵收地主土地。

臺灣人或台灣獨立運動人士視「中国共产党」主導政府為非正義政府的部分因素：
- 中華人民共和國政府曾多次以文武各手段威脅中華民國政府，如台灣海峽飛彈危機。
- 中華人民共和國政府對於臺灣在國際社會尋求發展空間的反對及打壓，如拒絕台灣以主權國家的名義（包含「台灣」或「中華民國」）加入聯合國等國際組織。
- 臺灣民眾擔心遭受中國共產黨統治後，將喪失掉大多數的自由權，使臺灣重回到白色恐怖時代的陰霾。

前中華民國副總統兼《玉山周報》創辦人呂秀蓮於2010年專訪國民黨籍總統馬英九時表示1996年的總統大選是「台灣人民第一次用選票選出國家領導人，其間中國3度試射飛彈恫嚇，美國柯林頓總統卻派2艘航空母艦暗中協防臺灣；從那天開始，在台灣的中華民國在事實及法理上已經是主權獨立國家，台灣人民選出來的總統就叫中華民國總統，這是藍綠陣營的最大公約數。」她將此稱為「九六共識」，做為凝聚台灣民眾對國家定位及台灣認同的基礎。

## 台灣民族主義者的政治觀點
激进的台湾民族主义者，是指具有台湾民族主义信念（甚至是沙文主义），且具有较激进的思想、言论或行动的人。

### 對於独立

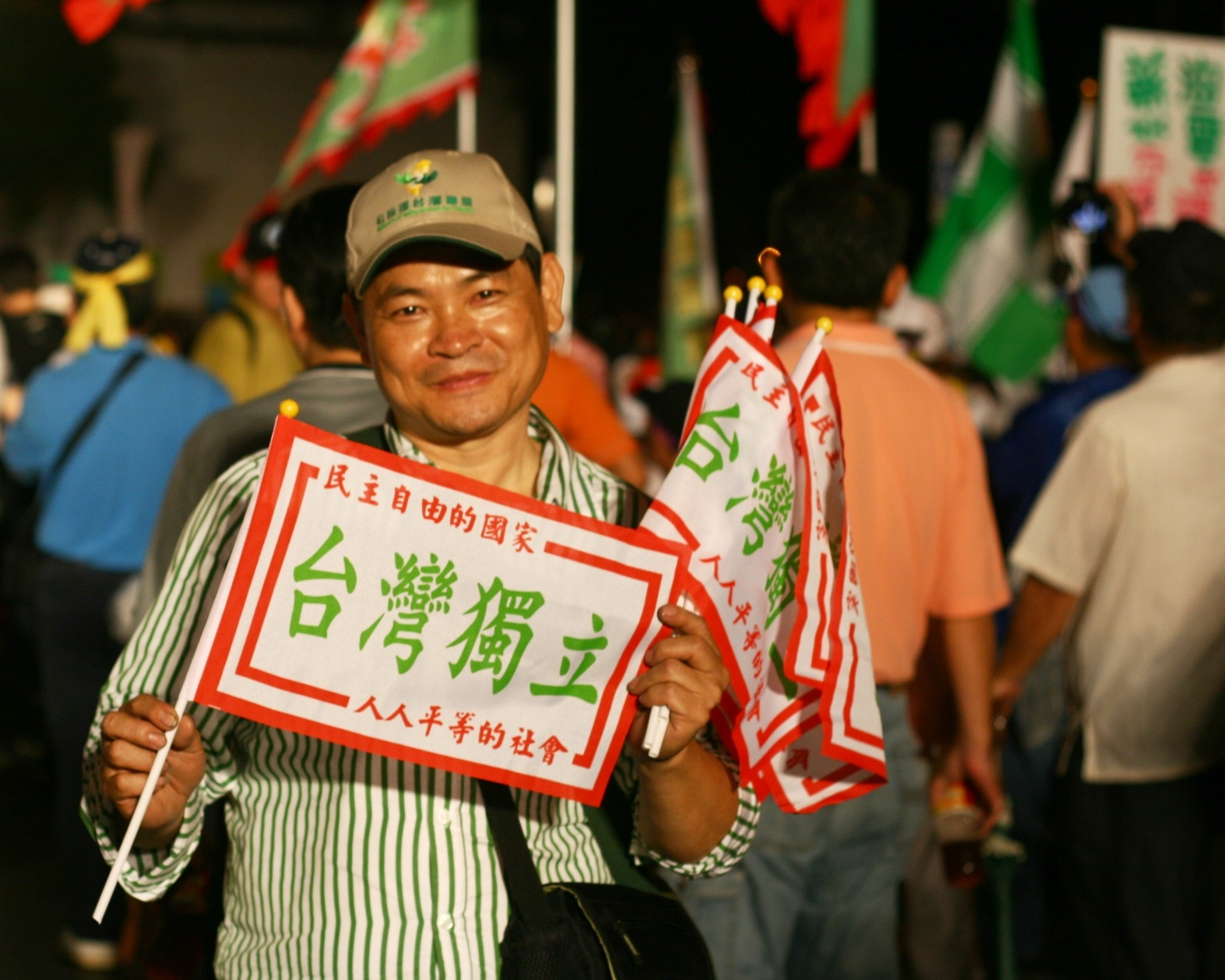
台灣的城市街頭舉著主張台灣獨立旗幟的群眾。

台灣大量民众反感對岸的中華人民共和國，因此主张独立的台灣人数量不少。
激進台灣民族主義者的預設立場，正如蘇明仁所說：「任何台灣人都要牢牢記住：只要能夠達成目標，讓台灣真正獨立起來，誰來領導都不是問題。假如只在乎別人的觀感（『社會及人民的感受』），什麼像樣不像樣，彼此爭吵添亂，結果把整個台灣都交給別人統治。那時候，不要說權力，恐怕連生命都不保。」

### 對於日本
台灣人對日本的看法不一，大多承認日本有其缺點及歷史罪過，但也有人認為日治時期還是優點較多。
幾乎所有台灣人都承認日本治台期間是殖民統治，而某些獨派及統派台灣人認為國民黨一黨獨大時期是更糟糕的統治，更認為日本官員雖然歧視台灣人、但他們的統治手段比國民黨更高明，故有些臺灣人對日治的好感優於國民黨。臺灣在日治時代的許多非武裝反日人士，除遭到逮捕外，基本被日本政府的迫害並不算特別嚴重，並有旅居中國大陸後歸台的親中人士（俗稱半山仔），但在戒嚴時期，卻往往成為國民黨緝捕甚至處決的赤色分子、叛黨或黨外人士。
日本是對台灣較友善的國家。許多民調顯示，日本是最獲台灣人喜好的國家。

### 對於中華人民共和國
行政院大陸委員會及國立政治大學於2005年進行民意調查顯示，有67.8%的受訪者支持「兩岸現狀就是『中華民國是一個主權獨立的國家，與中華人民共和國互不隸屬」的說法；有57.3%的受訪者認為「大陸當局對我政府是不友善的」，並有47.5%的受訪者認為「大陸當局對我人民是不友善的」。另外於台灣《中時電子報》於2007年進行的電話民調結果顯示，有57.3％的受訪者贊成以大選辦公投方式決定台灣是否加入聯合國，並有53.3％的人支援以台灣名義申請加入。有71.7％的受訪者贊成以公投方式決定台灣是否加入聯合國，反對者的比例則僅有28.3％；2011年10月TVBS所作民調，若排除維持現狀選項，則支持獨立者67%、統一為17%，17%無意見。這些民調結果反應了近十多年來臺灣獨立運動興起之後，一般的台灣民眾對中華人民共和國政府及部分人民與團體不斷挑釁、文攻武嚇、及持續於國際上打壓台灣的反感。但從1949年中華民國政府遷台後中國國民黨曾實行以反攻中華人民共和國為導向的政策，實行戒嚴、進行反共主義洗腦等威權管制，這都影響到台灣居民對中國的印象。同時部分綠營媒體稱對岸部門、單位爲中共某某部門或中共某某單位，與解嚴前用語保持一致。
中國崩潰論在台灣民族主義者中，认为中国经济的成长是曇花一現，并且不可能维持下去。

## 民意調查
1994年至2014年，傾向獨立的民眾在一成至兩成之間遊移。

自1992年以來，國立政治大學選舉研究中心每年進行的身份調查的結果。響應為台灣人（綠色），中国人（紅色）或既是台灣人也是中国人（陰影）。無響應顯示為灰色。

根據2011年的一份民調，認同台灣是祖國的受訪者為89.3%，中國5.7%，無意見者4.9%。
台灣學者吳叡人認為2014年的太陽花學運是「台灣民族國家形成的徵兆」。例如：根據國立政治大學關於身分認同趨勢的長期民調，2014年的臺灣民眾認為自己是臺灣人而不是中國人者有60.6%，認為自己是是中國人而非臺灣人者僅3.5%。。
2017年6月國立政治大學選舉研究中心關於身分認同趨勢的長期民調，認為自己是臺灣人而不是中國人者有56%，是臺灣人也是中國人的有36.6%，是中國人而非臺灣人者有3.8%，無意見的有3.6%。
2020年國立政治大學選舉研究中心調查，「台灣人」的認同感繼續攀升，達到67%最高峰；兩種身分認同均有者是27.5%，歷年新低。中國人則是2.4%。

## 金門和馬祖的問題
1949年中華民國政府及國民黨被迫撤退到台灣時，幾個中国大陆而并非原来由日本控制的島嶼仍處於國民黨的控制之下。由於中共從未獲得對金門，烏坵和馬祖群島的控制權，它們現在仍由中華民國政府管轄，在精簡的福建省內，稱為金門縣（金門，烏坵鄉）和連江縣（馬祖）。這些島嶼通常被統稱為金門馬祖，或是簡稱為“金馬地區”。
金馬地區的意義是重要的，主要在於以下幾點：
1. 這些島嶼位於歐亞大陸海岸線的不遠處，距中華人民共和國的福建省僅幾公里，而中華民國治下的台灣省則位於這些島嶼以東166–189公里附近。
2. 這些島嶼在地理上被定義為中國大陸的一部分，而不是日治時期的台灣（又稱為“福爾摩沙和佩斯卡多”，“台灣和澎湖”）的一部分。
3. 這些島嶼被定義為中華民國福建省的一部分。
4. 與台灣不同，從未受到日本等政權所統治。

也因此一些與台獨相關的知名人士如沈富雄與黃昭堂等，認為金馬不屬於台灣的一部分，並支持金馬放棄論。
另一些陣營則認為金馬地區屬於台灣，因中華民國與台灣已成為一體。按照這種邏輯，台灣實際上擁有中華民國目前擁有的所有領土。這些地區包括金馬地區；在這個邏輯下金馬地區將不再被歸類為“福建省”，而將其簡單地歸類為“台灣離島”（與澎湖）。這也是華獨論者的論點之一。

## 與大中華主義之間的衝突
中华人民共和国绝大部分民众支持两岸统一，因此一般对偏向独立的台湾民族主义表示不理解、反对甚至蔑视。

### 英文書目
- Chen, I-te. 1968. Japanese Colonialism in Korea and Formosa: A Comparison of Its Effects upon the Development of Nationalism. Ph.D. diss., University of Pennsylvania.
- Chen, Tzu-sung. 1995. Taiwan Consciousness: An Invisible Hand That Rocks the Democratic Cradle. Ph.D. diss., University of Notre Dame.
- Cheong, Ching. 2001. Will Taiwan Break Away?: The Rise of Taiwanese Nationalism. Singapore: World Scientific.
- Chung, Pei-chi. 2002. Crafting National Identity in Cyberspace: The Formulation of a Taiwan Nation and the Rise of an Alternative Media Culture. Ph.D. diss., Indiana University.
- Corcuff, Stephane. eds. 2002. Memories of the Future: National Identity Issues and the Search for a New Taiwan. Armonk, N.Y.: M. E. Sharpe.
- Fix, Douglas Lane. 1993. Taiwanese Nationalism and Its Late Colonial Context. Ph.D. diss., The University of California, Berkeley.
- Hsiau, A-chin. 2000. Contemporary Taiwanese Cultural Nationalism. London: Routledge.
- Hughes, Christopher. 1997. Taiwan and Chinese Nationalism: National Identity and Status in International Society. London: Routledge.
- Lo, Ming-cheng. 1994. Crafting the Collective Identity: The Origin and Transformation of Taiwanese Nationalism. Journal of Historical Sociology 7, no. 2: 198-223.
- Makeham, John, and A-chin Hsiau. 2005. Cultural, Ethnic, and Political Nationalism in Contemporary Taiwan : Bentuhua. Houndmills, Hampshire, United Kingdom: Palgrave Macmillan.
- Mendel, Douglas H. 1970. The Politics of Formosan Nationalism. Berkeley and Los Angeles: University of California Press.
- Shu, Wei-der. 1998. The Emergence of Taiwanese Nationalism: A Preliminary Work on an Approach to Interactive Episodic Discourse. Berkeley Journal of Sociology 42: 73-121.
- Wakabayashi, Masahiro. 1995. Two Nationalisms Concerning Taiwan: A Historical Retrospect and Prospects. In Divided Nations: The Experience of Germany, Korea, and China, edited by Jaushieh Jowesh Wu, 170-192. Taipei: Institute of International Relations, National Chengchi University.
- Wang, Horng-luen. 1999. In Want of a Nation: State, Institutions and Globalization in Taiwan. Ph.D. diss., The University of Chicago.
- Wu, Rwei-ren. 2003. The Formosan Ideology: Oriental Colonialism and the Rise of Taiwanese Nationalism, 1895-1945. Ph.D. diss., The University of Chicago.

### 中文書目
(按照作者姓氏漢語拼音順序排列)
- 財團法人台南縣私立吳俊傑慈公益基金會，1999，邁向二十一世紀的臺灣民族與國家論文集。臺北：財團法人台南縣私立吳俊傑慈公益基金會。
- 陳俐甫，2003，台灣民族主義之研究。臺灣大學政治學研究所博士論文。
- 陳秋櫻，2003，民族主義的性別意涵：以日據時代的台灣島內民族主義為例。國立中山大學政治學研究所碩士論文。
- 鄧建邦，1995，歷史、身份建構、與台灣民族主義：以宜蘭縣及高雄縣鄉土歷史教材為主的分析。國立台灣大學三民主義研究所碩士論文。
- 方孝謙，1994，殖民地民族主義與1920年代的日治台灣。東吳社會學報，no. 3：161-97。
- 傅錫誠，2001，政治意識型態的解構與重構：中國民族主義與台灣民族主義之解析。國立台灣大學國家發展研究所博士論文。
- 管碧玲，1994，民族主義與台灣政黨政治。國立台灣大學政治學研究所博士論文。
- 黃昭堂，1998，台灣那想那利斯文。台北：前衛。
- 賴建國，1997，台灣主體意識發展與對兩岸關係之影響。國立政治大學東亞研究所碩士論文。
- 林國章，2004，日據時期台灣抗日運動與民族主義之研究。中國文化大學中山學術研究所博士論文。
- 林佳龍、鄭永年編，2001，民族主義與兩岸關係：哈佛大學東西方學者的對話。台北：新自然主義出版社。
- 林龍江，1998，清代台美關係與台灣民族精神之成長。輔仁大學歷史研究所碩士論文。
- 林雯，2001，黨外雜誌與民族主義：七、八０年代台灣的民族主義論述。東吳大學社會學系碩士論文。
- 若林正丈，1994，台灣：分裂國家與民主化，洪金珠、許佩賢譯。台北：月旦。
- 施正鋒編，1994，台灣民族主義。台北：前衛。
- 王甫昌，2001，民族想像、族群意識與歷史：《認識台灣》教科書爭議風波的內容與脈絡分析。台灣史研究，no.8(2)：145-208。
- 王家英，1996，從殖民統治到分裂國家：台灣民族主義的起源與發展，見王家英、孫同文、廖光生編，兩岸四地的互動與整合：機遇與障礙，頁267-89。香港：香港中文大學亞太研究所。
- 吳明勇，1994，戰後台灣史學的「台灣民族論」：以史明為例。國立成功大學歷史語言研究所碩士論文。
- 吳乃德，1996，自由主義和族群認同：搜尋台灣民族主義的意識型態基礎。台灣政治學刊 1：5-39。
- 吳叡人，1999，祖國的辯證：廖文奎(1905-1952)台灣民族主義思想初探。思與言 37，no. 3：47-100。
- 蕭阿勤，1999，1980年代以來台灣文化民族主義的發展：以「台灣(民族)文學」為主的分析。台灣社會學研究 3：1-51。
- 許忠聖，1992，戰後台獨意識內涵之解析。國立台灣大學三民主義研究所碩士論文。
- 葉欣怡，2001，台獨論述與民進黨轉型。國立台灣大學社會學研究所碩士論文。
- 游勝冠，1996，台灣文學本土論的興起與發展。台北：前衛。
- 鍾文博，2004，從民族主義觀點論海峽兩岸政治互動：1979-2004。國立臺灣師範大學政治學研究所博士論文。
- 曾建元，2002，一九九零年代台灣憲政改革之研究：民族主義與民主轉型的觀點。國立台灣大學國家發展研究所博士論文。
- 朱雲珍，1997，台灣民族主義：起源與內涵之分析。東吳大學政治學研究所碩士論文。
- 莊立信，2004，台灣民族建構中的原住民：原住民認同的初探。東吳大學政治學系碩士論文。